# ما بی‌غمان مست دل از دست داده‌ایم
غزلی با مطلع «ما بی‌غمان مست دل از دست داده‌ایم»، غزل شمارهٔ ۳۶۴ از دیوانِ حافظ در تصحیحِ محمد قزوینی و قاسم غنی است.

## در اجراها
محمدرضا شجریان در برنامهٔ شمارهٔ ۵۸ از مجموعهٔ گل‌های تازه این غزل را در آوازِ بیات ترک اجرا کرده‌است. او همچنین در برنامهٔ شمارهٔ ۲۱۶ از مجموعهٔ برگ سبز این غزل را در آوازِ افشاری اجرا کرده‌است. او در این برنامه، ما «بی‌غمان» را ما «سرخوشان» خوانده است.
محمود خوانساری نیز در برنامهٔ شمارهٔ ۴۸۸ از مجموعهٔ گل‌های رنگارنگ این غزل را در دستگاهِ شور اجرا کرده‌است.